# Pieve di Mandello
La pieve di Mandello fu un'antica circoscrizione civile ed ecclesiastica della Lombardia.
Avente come sede la chiesa di San Lorenzo a Mandello, costituì per secoli un caso veramente atipico di discrasia fra potere politico e religioso. Se infatti fin dalla sua creazione, che si perde nel medioevo, fu parte della diocesi di Como, al momento della sua conquista da parte dei Visconti fu aggregata al Ducato di Milano per rimanervi nei secoli a seguire.

## Storia

### Pieve religiosa
Da un punto di vista ecclesiastico, la pieve di Mandello è documentata a partire dal 854. La pieve aveva giurisdizione sulle chiese di Lierna e Abbadia Lariana e si estendeva ad alcuni territori situati sulla sponda occidentale del ramo di Lecco. La parrocchia più recente a essere creata fu quella di Sant'Abbondio di Somana nel 1858.

### Pieve civile
Sotto il profilo civile, il territorio fu lungamente conteso fra Como e Milano nel corso delle guerre del XII secolo: la soluzione di dividersi il governo dell'area fu un abile compromesso che soddisfaceva l'interesse geopolitico milanese e al contempo garantiva un premio di consolazione per il capoluogo lariano, mantenendo il rito romano. I comuni ricadenti nella pieve furono:
- Lierna
- Abbadia
- Borbino
- Grebbio
- Linzanico
- Lombrino
- Maggiana
- Molina
- Molini
- Motteno
- Olcio
- Rongio
- Somana
- Tonzanico
- Vassena

Come entità civile la pieve fu soppressa da Napoleone nel 1797 e sostituita da un effimero distretto di Lecco, come entità ecclesiastica durò fino al 1975, quando la diocesi fu suddivisa in zone pastorali dal vescovo mons. Teresio Ferraroni e venne costituita nella X zona, denominata "Grigne".

## Territorio
Nella seconda metà del XVIII secolo, il territorio della pieve era così suddiviso:
| Pieve civile milanese                                                        | Pieve ecclesiastica comasca           |
| Comune di Mandello con Maggiana Comune di Rongio con Molina Comune di Somana | Parrocchia arcipretale di San Lorenzo |
| Comune di Abbadia con Borbino                                                | Parrocchia di San Lorenzo             |
| Comune di Lierna                                                             | Parrocchia di Sant'Ambrogio           |
| Comune di Linzanico con Grebbio                                              | Parrocchia di Sant'Antonio            |
| Comune di Olcio                                                              | Parrocchia di Sant'Eufemia            |
| Comune di Vassena                                                            | Parrocchia dei Santi Nazaro e Celso   |